# Pterygotrigla hafizi
Pterygotrigla hafizi is een straalvinnige vissensoort uit de familie van de ponen (Triglidae). De wetenschappelijke naam van de soort is voor het eerst geldig gepubliceerd in 2003 door Richards, Yato & Last.